# Angelókastro
L’Angelókastro (en grec moderne : Αγγελόκαστρο et en vénitien : Castel Sant’Angelo, « château du saint ange ») est un château byzantin situé près de Paleokastrítsa, sur l'île de Corfou.

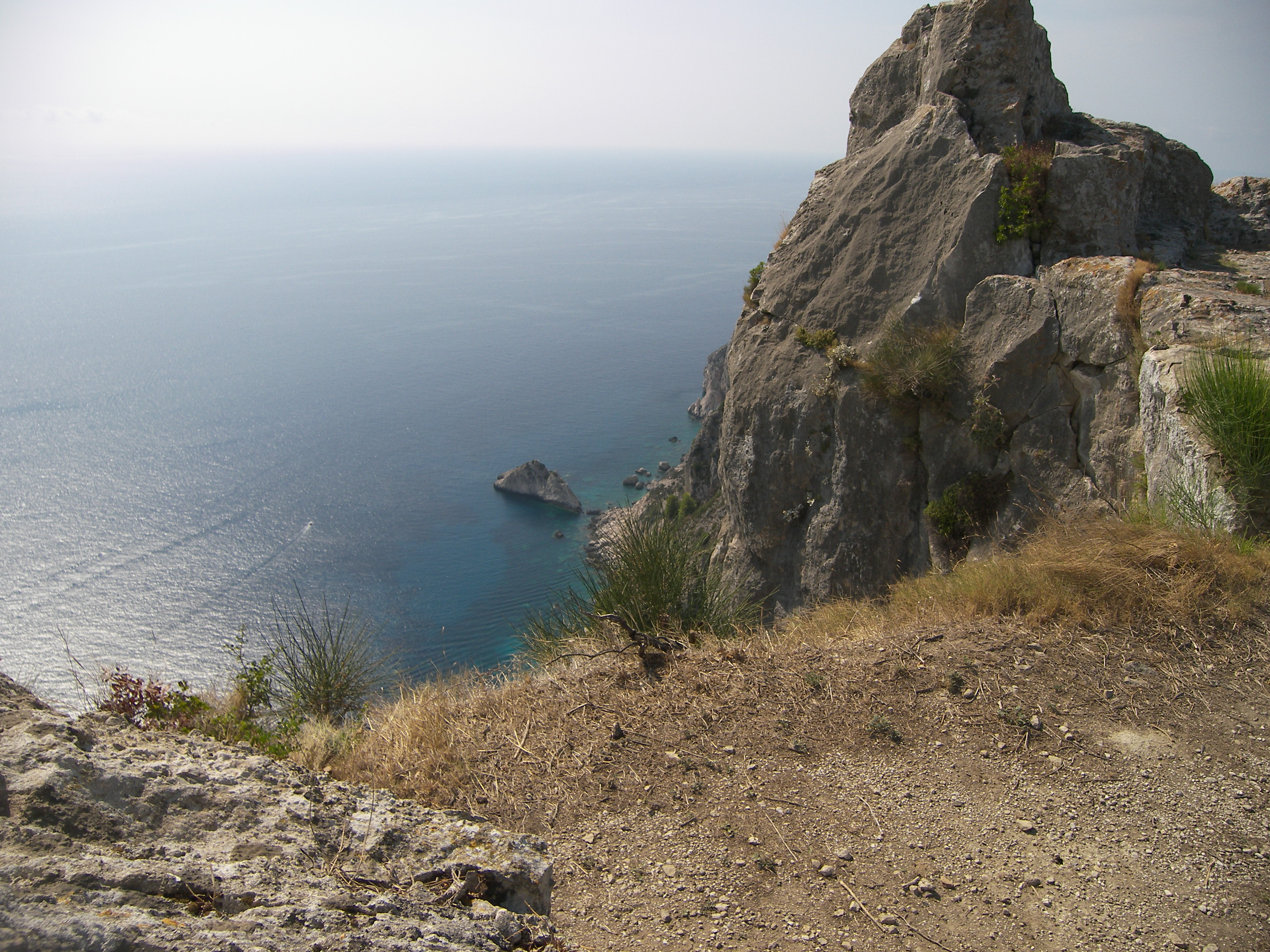
Vue de la mer depuis l'Angelókastro.